# Tay Rodzel
Tay Rodzel (Guadalajara Jalisco, 19 de junio de 1989) es una actriz y cantante mexicana.

## Buscando a Timbiriche: La Nueva Banda
El 27 de junio de 2007, Televisa presentó un nuevo reality llamado Buscando a Timbiriche: La Nueva Banda para formar una nueva agrupación y conmemorar los 25 años del legendario grupo pop Timbiriche, para ello, se realizaron múltiples audiciones en México para encontrar a los 30 jóvenes que formarían parte de la escuela Timbiriche. Tay realizó las audiciones y fue seleccionada de entre 40.000 jóvenes que acudieron para formar parte de este proyecto televisivo.
El 14 de octubre de 2007, después de 4 meses de iniciar el programa, fue elegida en la Final como la sexta integrante de la agrupación musical La Nueva Banda Timbiriche.

## Música

### La Nueva Banda Timbiriche ó La Nueva Banda
El 23 de noviembre de 2007, lanzó su primer disco llamado "La Nueva Banda Timbiriche", el cual obtuvo la certificación de disco de oro el 5 de febrero de 2008.
El 25 de octubre de 2007, se estrena el sencillo "Tú, Tú, Tú". El disco alcanzó la certificación de "Disco de Oro" por más de 50.000 copias vendidas.
El 17 de enero de 2008, anuncian que sólo serán "La Nueva Banda" : "Obviamente tenían ese nombre por el programa (Buscando a la Nueva Banda Timbiriche), ahorita va a ser nada más La Nueva Banda. Todos sabemos que nadie viene a ocupar el lugar de nadie, nos queda claro que si tratáramos o pretendiéramos ser el nuevo Timbiriche, pues nos estaríamos aventando 25 años de generaciones arriba, es muy difícil luchar contra un concepto. Estamos tratando de ganar nuestro propio espacio, un lugar como La Nueva Banda", añadió Federica, representante del grupo.
El 31 de mayo de 2009, La Nueva Banda se presentó por última vez en la Plaza de la Independencia de Nuevo Laredo, Tamaulipas, lugar donde anunciaron su separación. Esto debido a que los integrantes ya se encontraban en proyectos por separado.

### Grupo Musical Camaleones
Tayde fue integrante del grupo Camaleones, agrupación musical que se desprende de la telenovela Camaleones, el CD con la banda sonora de esta telenovela incluye canciones de este grupo musical.

## Televisión
En mayo de 2009, "Tayde" empezó una nueva etapa como actriz, al ser considerada por la productora Rosy Ocampo para formar parte del elenco de la telenovela Camaleones, la cual inició el 27 de julio donde da vida al personaje de "Cristina Hernández".
Ahora ella y algunos de sus compañeros de la telenovela formaran un grupo musical llamado "Camaleones" que se desprende de la misma telenovela.
El primer disco salió a finales de noviembre del 2009. El primer single es "Una Hermosa Historia".

## Telenovelas
- Participación en Como dice el dicho 1 episodio (La dicha reúne, pero el dolor une), como Azucena.
- Camaleones (2009-2010)..... Cristina Hernández Campos
- Participación en La Rosa de Guadalupe 1 episodio, como Alexa (cantante de rock).
- En el nombre del amor 1 capítulo, grupo invitado La Nueva Banda Timbiriche